# Zakir Baghirov (compositor)
Zakir Javad oghlu Baghirov (en azerí: Zakir Cavad oğlu Bağırov; Shusha, 16 de marzo de 1916 – Bakú, 8 de enero de 1996) fue un compositor de Azerbaiyán, Artista de Honor de la RSS de Azerbaiyán.

## Biografía
Zakir Baghirov nació el 16 de marzo de 1916 en la ciudad de Shusha.
En 1949 se graduó del Conservatorio de Moscú. Después de graduarse del conservatorio empezó a trabajar en la Academia de Música de Bakú. Desde 1970 fue jefe del Departamento de teoría musical en la academia. Fue miembro de la Unión de Compositores de Azerbaiyán desde 1950. En los años distintos trabajó director artístico de la Filarmónica Estatal de Azerbaiyán.
Por primera vez en 1935, Zakir Baghirov y el compositor Tofig Guliyev escribieron y publicaron los mughams "Rast", "Dugah" y "Zabul" interpretados por el intérprete de tar Mirza Mansur Mansurov. También fue uno de los autores de la colección "Danzas folclóricas de Azerbaiyán" (1951).
Zakir Baghirov falleció el 8 de enero de 1996 en la ciudad de Bakú.

## Premios y títulos
- Orden de la Insignia de Honor (1959)
- Artista de Honor de la RSS de Azerbaiyán (1960)
- Medalla de la Distinción Laboral (1986)